# Грачёвка (Калининградская область)
Грачёвка (Крам до 1946 года, нем. Kraam) — посёлок в Зеленоградском районе Калининградской области России. Входит в состав Красноторовского сельского поселения.

## Топоним
В 1946 году Краам был переименован в Грачёвку.

## История
Первое упоминание о поселении относится к 1463 году.

## Население
| 2002 | 2010 |
| ---- | ---- |
| 495  | ↗516 |